# ثيودوروس ميتوشيت
ثيودوروس ميتوشيت (باليونانية: Θεόδωρος Μετοχίτης)‏ (1270 - 1332) كان رجل دولة يوناني بيزنطي ومؤلف وفيلسوف نبيل وراعي للفنون. شغل منصب المستشار الشخصي (ميسازون) للإمبراطور أندرونيكوس الثاني باليولوجوس منذ عام 1305 حتى 1328.

## حياته
ولد ميتوشيت في القسطنطينية وهو ابن رئيس الشمامسة جورج ميتوشيتس، وهو مؤيد متحمس لاتحاد الكنيستين الأرثوذكسية والكاثوليكية. بعد مجمع بلاخيرني عام 1285، أُدين والده ونُفي، ويبدو أن ميتوشيت قضى فترة مراهقته في البيئة الرهبانية في بيثينيا في آسيا الصغرى. كرس نفسه لدراسات المؤلفين العلمانيين والدينيين. عندما زار أندرونيكوس الثاني نيقية عام 1290/91، ترك ميتوشيتيس انطباعًا كبيرًا عنه لدرجة أنه تم استدعاؤه على الفور إلى المحكمة وجعله شعارًا للقطعان. وبعد أكثر من عام تم تعيينه عضوًا في مجلس الشيوخ إلى جانب قيامه بواجباته السياسية (السفارات إلى قيليقية عام 1295 وإلى صربيا عام 1299)، واصل ميتوشيت الدراسة والكتابة. وفي عام 1313/12، بدأ بتعلم علم الفلك على يد مانويل برينيوس؛ ثم أصبح فيما بعد هو نفسه معلم نيكفوروس جريجوراس. كان متزوجًا وله خمسة أبناء وبنت واحدة وهي إيرين (زوجة جون كومنينوس باليولوجوس).
بلغت مهنة ميتوشيت السياسية ذروتها في عام 1321، عندما تم تعيينه في منصب لوغوثيت الكبير. وكان آنذاك في قمة قوته، وكان أيضًا أحد أغنى الرجال في عصره. قام بإنفاق بعض أمواله على ترميم وتزيين كنيسة دير خورا في شمال غرب القسطنطينية، حيث لا يزال من الممكن رؤية صورة تبرع ميتوشيت في الفسيفساء الشهيرة في الرواق، فوق مدخل صحن الكنيسة.
ومع ذلك، كانت ثروات ميتوشيت مرتبطة بثروات إمبراطوره. وبعد بضع سنوات من الحرب الأهلية المتقطعة، تمت الإطاحة بأندرونيكوس الثاني في عام 1328 على يد حفيده أندرونيكوس الثالث باليولوج وقد تم عزل ميتوشيت مع الإمبراطور وتم حرمانه من ممتلكاته وأجبر على النفي إلى ديديموتيشون. وفي عام 1330 سُمح له بالعودة إلى القسطنطينية. ثم انسحب إلى خورا، حيث توفي في 13 مارس 1332، بعد أن تبنى الاسم الرهباني ثيوليبتوس.